# 602 Marianna
Marianna (asteróide 602) é um asteróide da cintura principal com um diâmetro de 124,72 quilómetros, a 2,3368628 UA. Possui uma excentricidade de 0,2440861 e um período orbital de 1 985,33 dias (5,44 anos).
Marianna tem uma velocidade orbital média de 16,93995698 km/s e uma inclinação de 15,07537º.
Esse asteróide foi descoberto em 16 de Fevereiro de 1906 por Joel Metcalf.